# Mycalesis uniformis
Mycalesis uniformis är en fjärilsart som beskrevs av George Thomas Bethune-Baker 1908. Mycalesis uniformis ingår i släktet Mycalesis och familjen praktfjärilar. Inga underarter finns listade i Catalogue of Life.